# Vladimir Pavlovič Kas'janov
Vladimir Pavlovič Kas'janov (Odessa, 25 luglio 1883 – Mosca, 24 novembre 1960) è stato un regista cinematografico russo.

## Filmografia (parziale)

### Regista
- Drama v kabare futurisov №13 (1914)
- Son'ka Zolotaja Ručka (1914)
- Isterzannye duši (1917)